# William Malone (regizor)
William Malone (n. 1953, Lansing, Michigan, SUA) este un cineast american specializat în filme horror, care a regizat mai multe producții cinematografice și de releviziune, printre care Scared to Death (1980), Creature (1985), remake-ul House on Haunted Hill (1999) și FeardotCom (2002).
După o scurtă carieră în domeniul machiajului și costumelor, a urmat școala de film de la UCLA și a început să lucreze ca regizor.

## Biografie
Malone s-a născut în 1953 în orașul Lansing, Michigan, unde, în timpul liceului, a cântat într-o trupă de garage rock inspirată de Beatles, numită „The Plagues”. Trupa a lansat câteva single-uri de 45 de rpm la propria ei casă de discuri Quarantined Records și la Fenton Records, o casă de discuri independentă (afiliată fostei case de discuri Great Lakes Studios, din Sparta, MI).
El s-a mutat în California la vârsta de 19 ani pentru a urma o carieră în domeniul muzicii. Cu toate acestea, la sfatul unui prieten, a început să se implice în producția de film și a fost angajat la Don Post Studios, unde s-a ocupat cu machiajul și cu crearea de costume.
După ce a urmat școala de film de la UCLA, Malone a regizat, la scurt timp după aceea, primul său film, Scared to Death. A început să regizeze apoi episoade ale unor seriale de televiziune (ex. Tales from the Crypt) și diverse filme.
Malone este, de asemenea, un binecunoscut colecționar de suveniruri Forbidden Planet.

## Filmografie (selecție)
- Scared to Death (1980)
- Creature (1985)
- Freddy's Nightmares – „Lucky Stiff” (1988)
- Tales From The Crypt – „Only Skin Deep” (1994)
- W.E.I.R.D. World (1995 TV film)
- House on Haunted Hill (1999)
- FeardotCom (2002)
- Masters of Horror – „Fair-Haired Child” (2006)
- Parasomnia (2008)